# John Mugabi
John Mugabi, soprannominato "The Beast" ("La Bestia") (Kampala, 4 marzo 1960), è un ex pugile ugandese, Campione del Mondo dei pesi superwelter, risultando uno dei nomi più importanti sulla scena pugilistica degli anni ottanta.

## Biografia

### Carriera tra i dilettanti
Vinse la medaglia d'argento alle Olimpiadi di Mosca del 1980 nella categoria dei pesi welter, perdendo solo ai punti (4:1) per mano del cubano Andrés Aldama.

### Carriera tra i professionisti
Esordì tra i professionisti il 5 dicembre 1980 sconfiggendo per K.O. tecnico alla prima ripresa il turco Oemer Karadenis. Dopo altre due facili vittorie, nella primavera del 1981 si trasferì a Londra sotto l'ala protettrice del promoter Mickey Duff. In un anno Mugabi vinse sette incontri, tutti prima del limite, diventando un pugile di primo piano sui ring europei e trasferendosi quindi negli Stati Uniti per stabilirsi in Florida.
Il 2 maggio 1982, sul ring del Playboy Hotel & Casino di Atlantic City, Mugabi mise K.O. al primo round Curtis Ramsey ed iniziò una serie di incontri che ne fecero il beniamino delle stazioni televisive statunitensi combattendo sia a livello di pesi medi sia di superwelter. Sconfiggendo per Knock-out tecnico Bill Bradley il 6 agosto 1985, Mugabi mise a segno il suo 26º knock-out consecutivo.
Il 14 novembre 1985, Mugabi avrebbe dovuto incontrare Marvin Hagler per il titolo unificato dei pesi medi, ma un infortunio alla schiena di Hagler fece slittare il match fino al 10 marzo 1986. Giunse comunque alla sfida con il "Marvellous" con il record immacolato di 26 incontri vinti su 26 disputati, tutti prima del limite. L'incontro si svolse a Las Vegas il 10 marzo 1986 ed è passato alla storia come uno tra i più violenti match dell'epoca moderna della boxe: i due pugili si affrontarono in una battaglia a chi picchia più duro arrivando a trascurare in alcuni momenti ogni tipo di difesa. Hagler vinse, in quello che risulterà essere l'ultimo suo incontro vittorioso, per KO all'11º round.
Dopo la sconfitta, Mugabi preferì scendere di categoria per sfidare Duane Thomas per il titolo dei superwelter WBC che Thomas Hearns aveva lasciato vacante. Sul ring del Caesars Palace di Las Vegas, Mugabi fu costretto all'abbandono nel terzo round per la frattura di uno zigomo che richiese il giorno successivo un intervento chirurgico, e lo costrinse ad oltre un anno di stop.
Tornò a combattere il 22 gennaio 1988, sconfiggendo per K.O. tecnico Bryan Grant al secondo round. I suoi avversari successivi furono tutti di livello medio-basso e Mugabi dovette aspettare un anno e mezzo prima di avere un'altra sfida mondiale. L'8 luglio 1989 affrontò infatti il francese René Jacquot, il quale si infortunò ad una caviglia scivolando durante la prima ripresa e fu costretto al ritiro. Mugabi divenne così Campione del Mondo dei pesi superwelter versione WBC.
Dopo due vittorie per K.O. al primo round in incontri non validi per il titolo, Mugabi affrontò Terry Norris il 31 marzo 1990 e fu sconfitto per K.O. alla prima ripresa, perdendo quindi la corona mondiale.
Altre due vittorie per K.O. contro avversari modesti fecero da preparazione per una nuova sfida mondiale, questa volta alla Royal Albert Hall il 20 novembre 1991 contro Gerald McClellan per il titolo vacante WBO dei pesi medi. Ancora una volta, Mugabi fu sconfitto per K.O. alla prima ripresa.
Dopo l'incontro si trasferì in Australia e rimase inattivo per oltre 5 anni. A partire dal dicembre 1996, combatté 8 incontri sul territorio australiano, senza però mai impressionare. Si ritirò definitivamente dopo la sconfitta con Glenn Kelly il 16 gennaio 1999, compilando un record di 42 vittorie, 7 sconfitte ed un pareggio, con 39 vittorie prima del limite.

## Risultati nel pugilato
| N. | Risultato | Record | Avversario                 | Tipo | Round, tempo  | Data              | Località                                                | Note                                                            |
| -- | --------- | ------ | -------------------------- | ---- | ------------- | ----------------- | ------------------------------------------------------- | --------------------------------------------------------------- |
| 50 | Sconfitta | 42–7–1 | Glen Kelly                 | TKO  | 8 (12)        | 16 gennaio 1999   | Alexandria Basketball Stadium, Sydney, Australia        | Per i titoli IBF Pan Pacific e Australian dei pesi mediomassimi |
| 49 | Sconfitta | 42–6–1 | Anthony Bigeni             | TKO  | 8 (12)        | 19 luglio 1998    | Downtown Convention Centre, Auckland, Nuova Zelanda     | Per il titolo PABA dei pesi mediomassimi                        |
| 48 | Vittoria  | 42–5–1 | Paul Smallman              | UD   | 10            | 26 febbraio 1998  | Southport RSL Club, Gold Coast, Australia               |                                                                 |
| 47 | Sconfitta | 41–5–1 | William Bo James           | UD   | 10            | 13 gennaio 1998   | Foxwoods Resort Casino, Ledyard, Connecticut, US        |                                                                 |
| 46 | Pareggio  | 41–4–1 | Paul Smallman              | TD   | 2 (10)        | 18 dicembre 1997  | Southport RSL Club, Gold Coast, Australia               |                                                                 |
| 45 | Vittoria  | 41–4   | Jamie Wallace              | UD   | 12            | 19 giugno 1997    | Gold Coast, Australia                                   | Vince il titolo vacante Australian dei pesi supermedi           |
| 44 | Vittoria  | 40–4   | Ambrose Mlilo              | TKO  | 10 (10), 1:44 | 20 febbraio 1997  | National Convention Centre, Canberra, Australia         |                                                                 |
| 43 | Vittoria  | 39–4   | Peter Kinsella             | PTS  | 10            | 16 dicembre 1996  | Gold Coast, Australia                                   |                                                                 |
| 42 | Sconfitta | 38–4   | Gerald McClellan           | TKO  | 1 (12), 2:51  | 20 novembre 1991  | Royal Albert Hall, Londra, Inghilterra                  | Per il titolo vacante WBO dei pesi medi                         |
| 41 | Vittoria  | 38–3   | Kevin Whaley-El            | TKO  | 4             | 12 settembre 1991 | Latchmere Leisure Centre, Londra, Inghilterra           |                                                                 |
| 40 | Vittoria  | 37–3   | James Williamson           | TKO  | 3             | 12 luglio 1991    | Palais des Festivals et des Congrès, Cannes, Francia    |                                                                 |
| 39 | Sconfitta | 36–3   | Terry Norris               | KO   | 1 (12), 2:47  | 31 marzo 1990     | USF Sun Dome, Tampa, Florida, US                        | Perde titolo WBC dei pesi superwelter                           |
| 38 | Vittoria  | 36–2   | Carlos Antunes             | KO   | 1 (10), 2:44  | 10 gennaio 1990   | Royal Albert Hall, Londra, Inghilterra                  |                                                                 |
| 37 | Vittoria  | 35–2   | Ricky Stackhouse           | TKO  | 1 (?)         | 30 ottobre 1989   | Pavillon Baltard, Nogent-sur-Marne, Francia             |                                                                 |
| 36 | Vittoria  | 34–2   | René Jacquot               | TKO  | 1 (12)        | 8 luglio 1989     | Mirapolis, Cergy-Pontoise, Francia                      | Vince titolo WBC dei pesi superwelter                           |
| 35 | Vittoria  | 33–2   | Ralph Smiley               | TKO  | 2             | 20 marzo 1989     | Nogent-le-Phaye, Francia                                |                                                                 |
| 34 | Vittoria  | 32–2   | Kenneth Styles             | TKO  | 1 (10)        | 23 febbraio 1989  | Template:Small                                          |                                                                 |
| 33 | Vittoria  | 31–2   | Francisco Carballo         | TKO  | 2 (10), 1:30  | 4 febbraio 1989   | Caesars Palace, Paradise, Nevada, US                    |                                                                 |
| 32 | Vittoria  | 30–2   | Mike Sacchetti             | TKO  | 3 (10)        | 27 settembre 1988 | Players Athletic Club, Sharpsville, Pennsylvania, US    |                                                                 |
| 31 | Vittoria  | 29–2   | Kenny Snow                 | TKO  | 4 (10), 2:59  | 7 luglio 1988     | Hyatt Regency, Tampa, Florida, US                       |                                                                 |
| 30 | Vittoria  | 28–2   | Gonzalo Montes             | TKO  | 3             | 4 giugno 1988     | Lee County Civic Center, North Fort Myers, Florida, US  |                                                                 |
| 29 | Vittoria  | 27–2   | Knox Brown                 | TKO  | 3 (10), 1:04  | 5 maggio 1988     | Sands, Atlantic City, New Jersey, US                    |                                                                 |
| 28 | Vittoria  | 26–2   | Bryan Grant                | TKO  | 2 (6), 2:51   | 22 gennaio 1988   | Convention Hall, Atlantic City, New Jersey, US          |                                                                 |
| 27 | Sconfitta | 25–2   | Duane Thomas               | TKO  | 3 (12), 0:56  | 5 dicembre 1986   | Caesars Palace, Paradise, Nevada, US                    | Per il titolo vacante WBC dei pesi welter                       |
| 26 | Sconfitta | 25–1   | Marvin Hagler              | KO   | 11 (12), 1:29 | 10 marzo 1986     | Caesars Palace, Paradise, Nevada, US                    | Per i titoli WBA, WBC, IBF, The Ring, e Lineare dei pesi medi   |
| 25 | Vittoria  | 25–0   | Bill Bradley               | RTD  | 4 (10), 3:00  | 6 agosto 1985     | Harrah's at Trump Plaza, Atlantic City, New Jersey, US  |                                                                 |
| 24 | Vittoria  | 24–0   | Earl Hargrove              | KO   | 1 (10), 1:33  | 17 marzo 1985     | Egypt Shrine Temple, Tampa, Florida, US                 |                                                                 |
| 23 | Vittoria  | 23–0   | Nino Gonzalez              | KO   | 1             | 25 settembre 1984 | Wembley Arena, Londra, Inghilterra                      |                                                                 |
| 22 | Vittoria  | 22–0   | Frank Fletcher             | TKO  | 4 (10), 2:03  | 5 agosto 1984     | Egypt Shrine Temple, Tampa, Florida, US                 |                                                                 |
| 21 | Vittoria  | 21–0   | Wilbert Johnson            | KO   | 2 (10), 0:45  | 27 maggio 1984    | Hotel del Lago Casino, Maracaibo, Venezuela             |                                                                 |
| 20 | Vittoria  | 20–0   | James Green                | TKO  | 10 (10), 1:29 | 19 febbraio 1984  | Hyatt Regency, Tampa, Florida, US                       |                                                                 |
| 19 | Vittoria  | 19–0   | Curtis Parker              | KO   | 1 (10), 2:59  | 12 novembre 1983  | USF Sun Dome, Tampa, Florida, US                        |                                                                 |
| 18 | Vittoria  | 18–0   | Eddie Gazo                 | TKO  | 4 (10), 2:37  | 8 ottobre 1983    | Playboy Hotel and Casino, Atlantic City, New Jersey, US |                                                                 |
| 17 | Vittoria  | 17–0   | Don Morgan                 | KO   | 1 (10), 2:11  | 16 settembre 1983 | Tampa, Florida, US                                      |                                                                 |
| 16 | Vittoria  | 16–0   | Jeff Nelson                | TKO  | 2 (10)        | 5 agosto 1983     | Hyatt Regency, Tampa, Florida, US                       |                                                                 |
| 15 | Vittoria  | 15–0   | Gary Guiden                | TKO  | 3 (10), 1:35  | 3 luglio 1983     | Curtis Hixon Hall, Tampa, Florida, US                   |                                                                 |
| 14 | Vittoria  | 14–0   | Roosevelt Green            | TKO  | 1             | 15 maggio 1983    | Caesars Palace, Paradise, Nevada, US                    |                                                                 |
| 13 | Vittoria  | 13–0   | Doug Demmings              | TKO  | 5 (8)         | 23 ottobre 1982   | Berlino, Germania                                       |                                                                 |
| 12 | Vittoria  | 12–0   | Steve Williams             | TKO  | 6 (10)        | 15 settembre 1982 | Madison Square Garden, New York City, New York, US      |                                                                 |
| 11 | Vittoria  | 11–0   | Curtis Ramsey              | KO   | 1 (10), 2:58  | 2 maggio 1982     | Playboy Hotel and Casino, Atlantic City, New Jersey, US |                                                                 |
| 10 | Vittoria  | 10–0   | Curtis Taylor              | KO   | 2             | 26 marzo 1982     | Kiel, West Germania Est                                 |                                                                 |
| 9  | Vittoria  | 9–0    | Sammy Floyd                | KO   | 2             | 26 dicembre 1981  | Gelsenkirchen, Germania                                 |                                                                 |
| 8  | Vittoria  | 8–0    | Darwin Brewster            | KO   | 6 (8), 1:40   | 16 novembre 1981  | Hilton on Park Lane, Londra, Inghilterra                |                                                                 |
| 7  | Vittoria  | 7–0    | John Mwansa                | KO   | 1             | 31 Oct 1981       | Lusaka, Zambia                                          |                                                                 |
| 6  | Vittoria  | 6–0    | Ronnie Ford                | KO   | 1             | 25 settembre 1981 | Colonia, Germania                                       |                                                                 |
| 5  | Vittoria  | 5–0    | Pedro Guerrero             | TKO  | 2             | 30 maggio 1981    | Showboat Hotel and Casino, Las Vegas, Nevada, US        |                                                                 |
| 4  | Vittoria  | 4–0    | Dennis Pryce               | KO   | 1 (8), 1:52   | 11 maggio 1981    | Hilton on Park Lane, Londra, Inghilterra                |                                                                 |
| 3  | Vittoria  | 3–0    | Mauricio Fernandes da Cruz | TKO  | 4             | 10 aprile 1981    | Kiel, Germania                                          |                                                                 |
| 2  | Vittoria  | 2–0    | Giampaolo Piras            | TKO  | 2 (6)         | 12 febbraio 1981  | Kiel, Germania                                          |                                                                 |
| 1  | Vittoria  | 1–0    | Oemer Karadenis            | TKO  | 1             | 5 dicembre 1980   | Colonia, Germania                                       |                                                                 |